# Bill Gerber

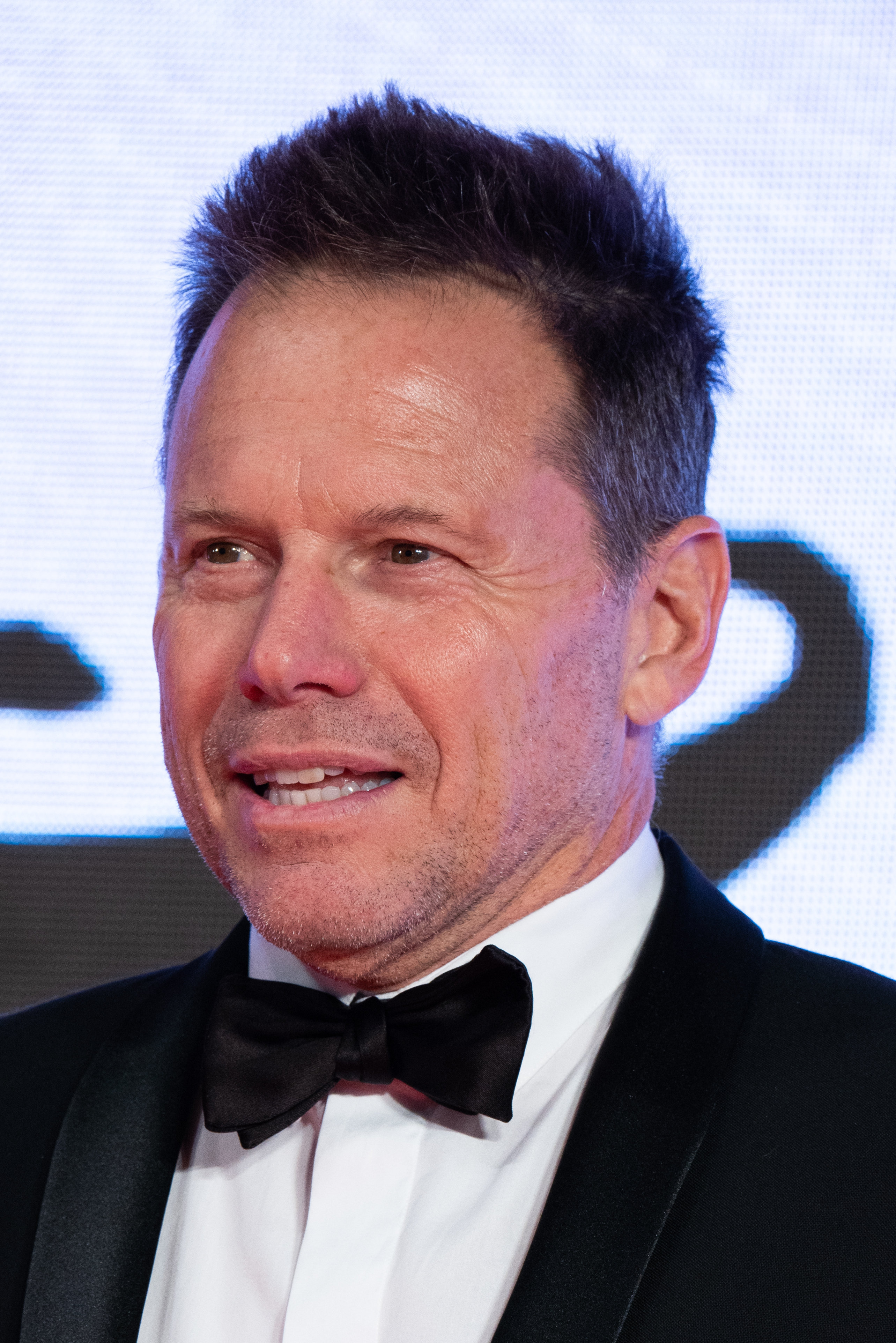
Bill Gerber 2019

Bill Gerber (* 30. April 1957 in den Vereinigten Staaten) ist ein US-amerikanischer Film- und Fernsehproduzent und ehemaliger Musikmanager.

## Leben
Bill Gerber versuchte sich zunächst erfolglos als Schlagzeuger in diversen lokalen Bands. Als diese Träume scheiterten, versuchte er sich als Musikmanager. So lernte er die Band Devo kennen, die jedoch zunächst Elliot Roberts bevorzugten. Gerber begann für dessen Management-Firma Lookout zu arbeiten und managte anschließend neben Devo auch noch Bands wie The Cars und Heaven 17.
Über das Musikmanagement konnte Gerber einen Deal mit Warner Bros. erringen. Da Filmsoundtracks wie Flashdance (1983) und Urban Cowboy (1980) gerade in Mode waren, bot er Warner einen musikbasierten Film an, der jedoch nicht realisiert wurde. Dadurch kam er aber zu Warner, die ihn als Exekutivmitarbeiter gewinnen konnten. So beaufsichtigte er beispielsweise die Produktion von Filmen wie Oliver Stones JFK (1991) und Kap der Angst (1991). 1996 wurde er Worldwide President of Theatrical Production bei Warner, wurde jedoch 1998 nach einem internen Streit gefeuert. Doch mit der Genehmigung von Warner durfte er auf ihrem Gelände eine Produktionsfirma betreiben, bei der Warner Bros. eine First-Look-Vereinbarung erhielt.
Sein erster Film als Executive Producer wurde schließlich Get Carter – Die Wahrheit tut weh (2000). Es folgten zahlreiche weitere Filme wie Königin der Verdammten (2002) oder Gran Torino von Clint Eastwood (2008). Für das James Dean-Biopic James Dean (2001) bekam er 2002 eine Emmy-Nominierung für den besten Fernsehfilm. Beim Negativpreis Goldenen Himbeere war er mit Ein Duke kommt selten allein in zwei Kategorien nominiert. Bei der Oscarverleihung 2019 wurde der Film A Star Is Born (2018) als Bester Film nominiert. Die Oscar-Nominierung teilte er sich mit den beiden anderen Produzenten Bradley Cooper und Lynette Howell Taylor.
Bill Gerber ist Vorstandsmitglied und Ehrenvorsitzender (Chair Emeritus) der Environmental Media Association (EMA).

## Filmografie
Als Filmproduzent
- 2001: American Outlaws
- 2002: Juwanna Mann
- 2003: Was Mädchen wollen (What a Girl Wants)
- 2003: Ein ungleiches Paar (The In-Laws)
- 2003: Grind – Sex, Boards & Rock’n’Roll (Grind)
- 2005: Ein Duke kommt selten allein (The Dukes of Hazzard)
- 2006: Bierfest (Beerfest)
- 2007: Ein Duke kommt selten allein – Wie alles begann (The Dukes of Hazzard: The Beginning)
- 2008: Major Movie Star
- 2008: Gran Torino
- 2013: Zwei vom alten Schlag (Grudge Match)
- 2016: The Last Face
- 2017: Das ist erst der Anfang (Just Getting Started)
- 2018: Action Point
- 2018: A Star Is Born
- 2024: Elizabeth Taylor: Die verschollenen Aufnahmen (Elizabeth Taylor: The Lost Tapes, Dokumentarfilm)